# Azul (álbum de Zimbra)
Azul é o segundo álbum de estúdio da banda Zimbra, lançado em 23 de junho de 2016. Possui 11 faixas, todas inéditas. O álbum tem como destaque as músicas "O Redator", "Azul", "Eu Te Amo e Nem Sei" e "Sinais". Para divulgar o álbum, a banda lançou "O Redator" como single duas semanas antes do lançamento oficial.

## História
Em 2015 a banda começa a gravar na casa do renomado Lampadinha, que foi produtor do álbum. O amigo da banda André Calvão também ajudou na produção. Sobre as músicas, Rafael comenta "No nosso primeiro é muito impulsivo, a gente pegou as músicas mais legal e gravamos, coisa de adolescente [risos]. O Azul não, antes de selecionar as músicas a gente sentou e conversou sobre o que a gente queria passar no disco."
Por contas das letras serem mais melancólicas, a banda achou o nome "Azul" apropriado pro álbum.

## Produção
A Zimbra já havia trabalhado com o produtor Lampadinha e o convidaram para fazer a produção do álbum. Porém, desta vez, a produção do Lampadinha não agradou tanto a banda como agradou em O Tudo, o Nada e o Mundo, lançado em 2013, sendo Vitor, guitarrista da banda, o mais incomodado com a produção. "Os timbres de guitarra que o 'Lampada' empurrou no álbum não me agradaram. Porém, em quesito de composição, o Bola fez um excelente trabalho, um dos melhores discos nessa questão.", conta Vitor em live no instagram.  Depois dessa produção, o grupo deixou de trabalhar com o produtor.

## Faixas
Todas as letras escritas por Rafael Costa. 
| N.º            | Título                | Duração |  |
| 1.             | "Sinais"              | 2:33    |  |
| 2.             | "Deixa Assim"         | 3:21    |  |
| 3.             | "Chuva"               | 2:37    |  |
| 4.             | "Trem"                | 4:03    |  |
| 5.             | "Azul"                | 3:31    |  |
| 6.             | "Riso Leve"           | 3:06    |  |
| 7.             | "O Redator"           | 3:51    |  |
| 8.             | "Por Nós Dois"        | 4:04    |  |
| 9.             | "Morte e Sorte"       | 3:15    |  |
| 10.            | "Não Sei Lidar"       | 4:17    |  |
| 11.            | "Eu Te Amo e Nem Sei" | 4:11    |  |
| Duração total: | Duração total:        | 38:53   |  |